# Konsnäckor
Konsnäckor (Euconulidae) är en familj av snäckor. Konsnäckor ingår i ordningen landlungsnäckor, klassen snäckor, fylumet blötdjur och riket djur. Namnet konsnäckor används även för den marina familjen Conidae.
Kladogram enligt Dyntaxa:
| Konsnäckor | \| \| Afropunctum \| \| \| \| \| \| Euconulus \| \| \| \| |
|            | \| \| Afropunctum \| \| \| \| \| \| Euconulus \| \| \| \| |
|            | Afropunctum                                               |
|            |                                                           |
|            | Euconulus                                                 |
|            |                                                           |

## Bildgalleri

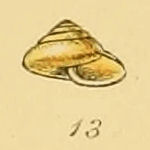
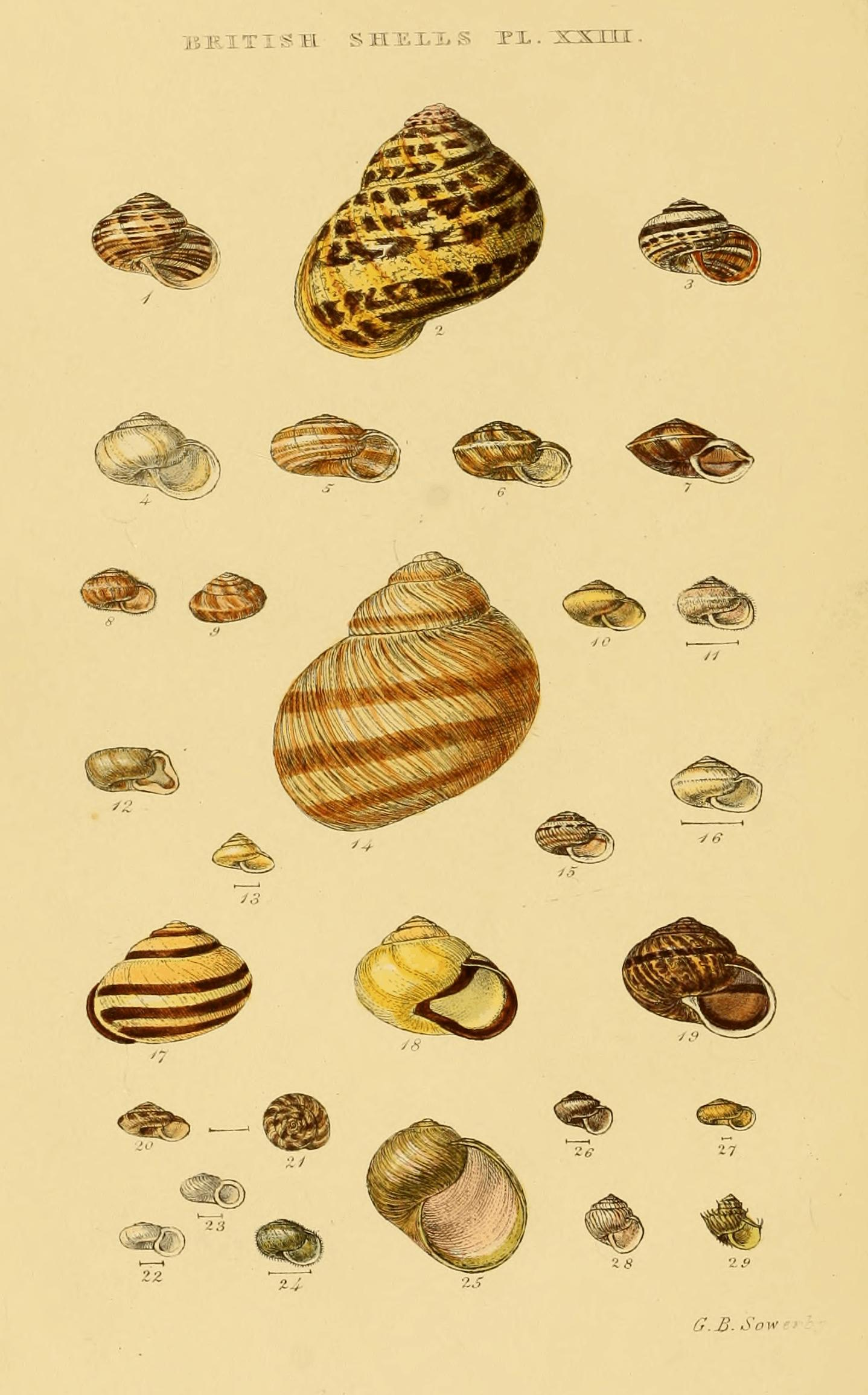
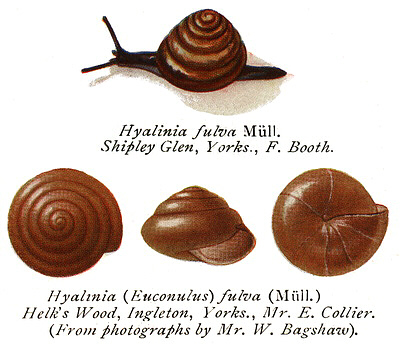
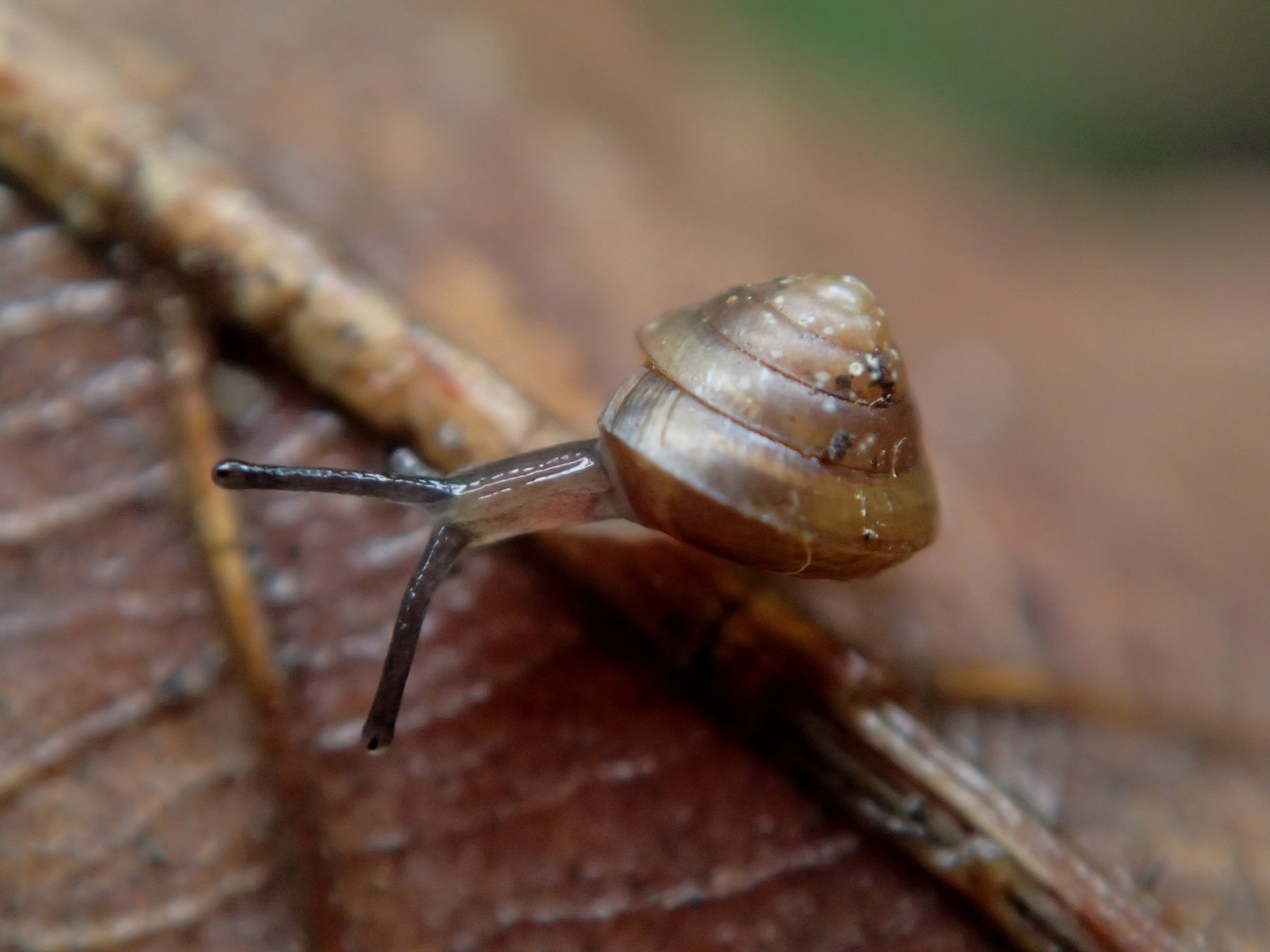
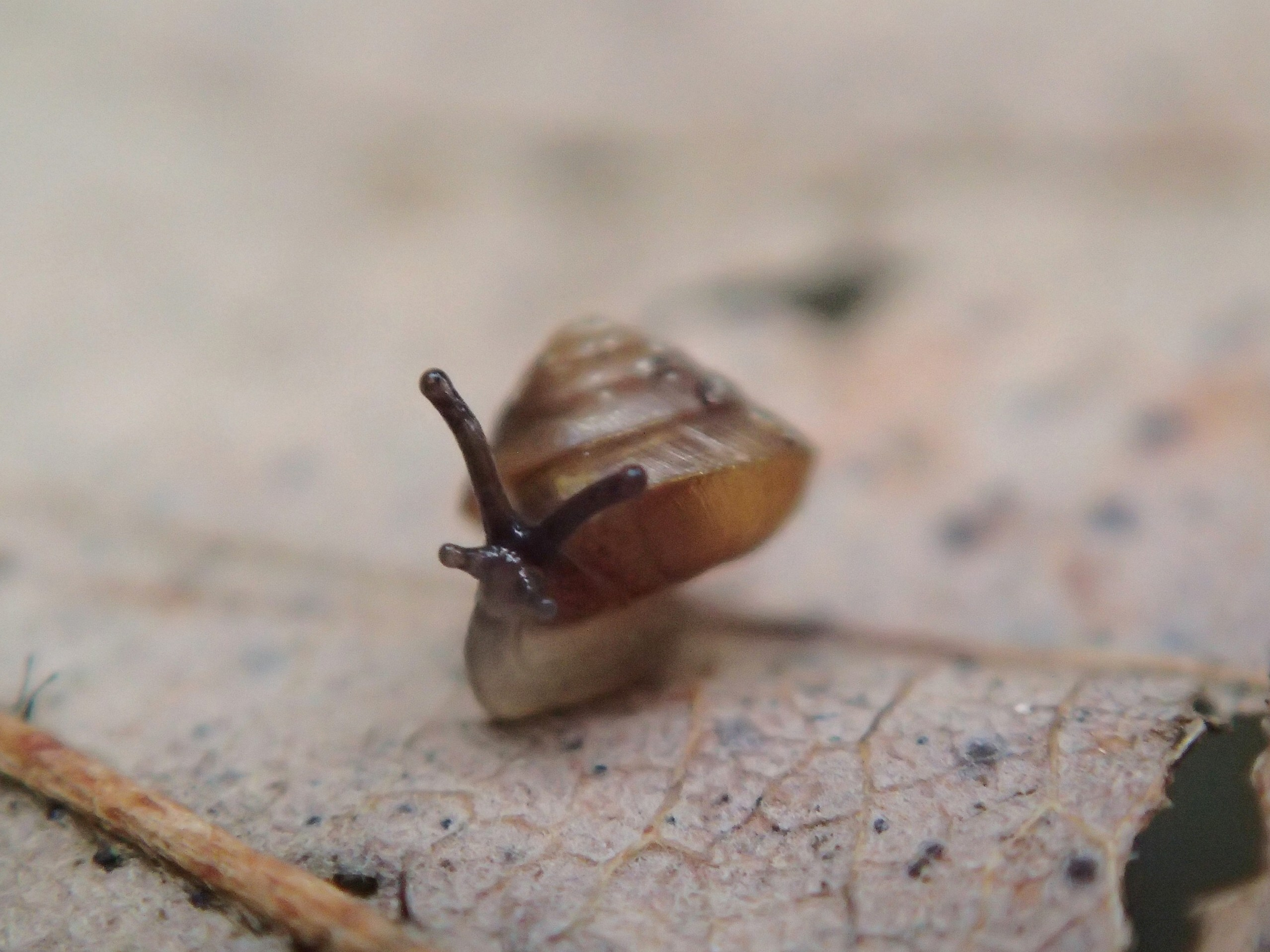
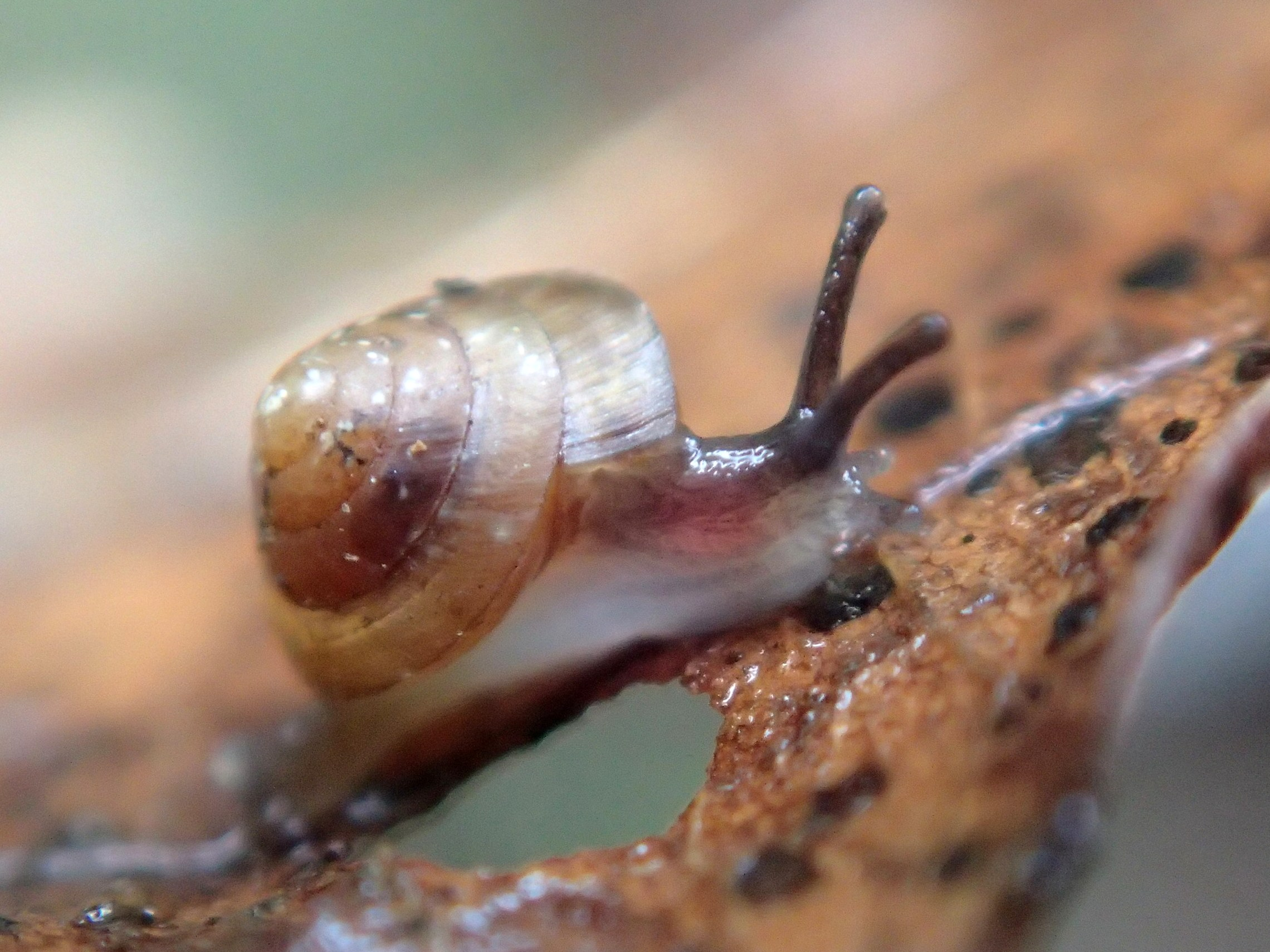